# 賴錦德
賴錦德（1922年—2023年12月20日），臺灣嘉義縣人，耳鼻喉醫生，長年在花蓮市行醫與行善。

## 生平
賴錦德出生於嘉義，學歷為嘉義中學、京都府醫科大學、臺灣大學醫學院。1952年，他至花蓮縣行醫。他原在省立花蓮醫院服務，後在花蓮市的自家開設賴耳鼻喉科診所。家庭生活上，他與妻子育四女二男。
1976年起，吉安鄉慈惠總堂開始由信徒發起愛心捐助赴各地分送米糧、衣物。賴錦德自1979年加入該組織行善，也長年捐套書給花蓮縣圖書館。1981至1987年間，賴錦德擔任花蓮縣醫師公會第14、15屆理事長期間，以新台幣一百萬元為公會購置辦公室。1987年，省主席邱創煥至花蓮表彰賴錦德善行。
晚年，賴錦德的日式房宅兼診所改成取名為「說時依舊」的民宿，自己搬至隔壁居住。他的兩個兒子都住美國，平日由大女兒照顧。2023年10月30日，花蓮縣衛生局長朱家祥偕花蓮縣醫師公會理事長周朝雄，頒發終身醫療貢獻獎給賴錦德。該年12月20日下午，賴錦德在家中辭世，享壽102歲。